# Castell Mikes de Zăbala
El castell de Mikes a Zăbala és un conjunt de monuments històrics situats al territori del poble de Zăbala. Al Repertori Arqueològic Nacional, el monument hi apareix amb el codi 65057.03.
El conjunt consta de dos monuments:
- Mikes Castle, ara a casa (cod LMI CV-II-mA-13331.01)
- Parc (cod LMI CV-II-mA-13331.02)